# 木村正直
木村 正直（きむら まさなお）は大相撲の行司の名跡の一つ。これまでは朝日山部屋の行司が襲名している。

## 発祥
大坂相撲所属の達人・木村越後の前々名である。彼が名乗った後は、彼の系統弟子達が襲名している。

## 襲名者代々
- 初代　大坂相撲所属の達人・木村越後の前々名で、“松翁”20代木村庄之助と並ぶ名行司であったという。なお、越後を名乗る前に「8代木村玉之助」を襲名している。
- 2代　初代の弟子で後の23代木村庄之助。大坂相撲時代の1913年1月より副立行司時代の1959年11月まで46年間名乗る。行司停年制実施に伴い、1960年1月、立行司23代庄之助（式守伊之助を経ず）に昇格。
- 3代　2代の弟子で後の24代式守伊之助。初名は初代木村正義。1962年1月に木村正信から3代目を襲名。1977年9月まで名乗り、同年11月、立行司昇格。
- 4代　3代の弟子である2代木村正義が1984年1月に襲名。1990年に十両格、2003年1月に幕内格[1]、2008年9月場所より三役格。在位中の2013年1月29日に死去[2]。